# Лондонська система

Лондонська система — шаховий дебют, що починається ходами:
1. d2-d4 d7-d5 

2. Кg1-f3 Кg8-f6 

3. Cc1-f4
Відноситься до закритих дебютів. Лондонська система з'явилася в XIX столітті. Перша збережена партія — Лабурдонне — Мак-Доннелл (Лондон, 1834). Цей поєдинок був початий ходами 1.d4 d5 2.Сf4 c5 3.e3 Кc6 4.Кf3 Сg4 5.Сe2 Сxf3 6.Сxf3 e6 7.c4
Лондонська система характеризується міцною побудовою для білих. Це універсальна система, придатна проти майже будь-якої відповіді чорних.

## Варіанти
- проти  захисту Грюнфельда: 1.d4 Кf6 2.Сf4 g6 3.e3 Сg7 4.Кf3 0-0
- проти  староіндійського захисту: 1.d4 Кf6 2.Сf4 g6 3.e3 Сg7
- проти  новоіндійського захисту: 1.d4 Кf6 2.Сf4 e6 3.Кf3 b6
- проти  захисту Беноні: 1.d4 Кf6 2.Сf4 c5
- проти  Голландського захисту: 1.d4 f5 2.Кf3 Кf6 3.Сf4
- проти  Слов'янського захисту: 1.d4 d5 2.Сf4 Кf6 3.e3 Сf5 4.c4